# 帕斯闊坦克縣 (北卡羅萊納州)
帕斯闊坦克县（英語：Pasquotank County）是位於美国北卡罗来纳州東北部的一個縣，南臨阿爾伯馬爾灣，面積750平方公里。根據2020年美國人口普查統計，共有人口40,568人。縣治伊麗莎白市。該縣成立於1670年，縣名紀念阿尔冈昆人的一支，族名意思是「被分割的潮水」。